# کورانولن
کورانولن (به انگلیسی: Corannulene) با فرمول شیمیایی کربن۲۰هیدروژن۱۰ یک ترکیب شیمیایی با شناسه پاب‌کم ۱۱۸۳۱۸۴۰ است. که جرم مولی آن 250.29 g/mol می‌باشد. 